# Suci Zerpa
Suci Verónica Zerpa Valenzuela (Shirapata, Áncash, 1995) es una atleta y luchadora peruana de muay thai.

## Biografía
Inició su carrera deportista con 9 años de edad en el atletismo hasta que en 2009 el cazatalentos y luchador Manuel Mercedes empezó a entrenarla en artes marciales. En 2014 ganó la medalla de oro nacional en kung-fu; hasta ese año fue campeona nacional por tres años consecutivos en boxeo y y en kick boxing por cuatro años seguidos.
Paralelamente al deporte, estudió arquitectura en la Universidad César Vallejo.
En 2021 viajó junto al equipo nacional de la Federación Peruana de Muaythai a Tailandia para continuar con su enteramiento. En el país asiático participó en el IFMA World Muaythai Championship 2021, celebrado en Bangkok, donde quedó en quinta posición de 92 participantes.
En febrero de 2022 obtuvo una victoria en el evento televisado SuperChamp de Muaythai frente a la tailandesa Emmypizza Raihabat, a quien derrotó luego de tres asaltos y por unanimidad del jurado.